# Oxybasis rubra
Oxybasis rubra es una especie de planta herbácea con flor perteneciente a la familia Amaranthaceae. 

## Descripción
Es una planta anual de 10-80 cm. A menudo de color rojizo erecto o acostado, tallos angulares, por lo general a partir de la base; tiene hojas gruesas, brillantes, lanceoladas o triangulares, dentadas; glomérulos normalmente rojizos, en racimos o panículas, con 5 estambres de la flor al final de cada glomérulo, 2-3 en el otro, los estilos muy cortos.

## Distribución y hábitat
Es una planta nativa de Norteamérica y Eurasia. Se encuentran en escombros, arena o lugares húmedos.

## Taxonomía
La especie fue descrita inicialmente como Chenopodium rubrum por Carlos Linneo y publicada en Species Plantarum 1: 218–219, en 1753, actualmente, es tanto un sinónimo como el basónimo de esta; y ulteriormente sería transferida al género Oxybasis por Susy Fuentes Bazán, Pertti Johannes Uotila y Thomas Borsch en Willdenowia 42(1): 15, en 2012.

#### Etimología
Véase: Oxybasis
rubra: epíteto latino que significa "rojo".

#### Variedades
Comprende 2 variedades aceptadas:
- Oxybasis rubra var. humilis (Hook.) Mosyakin, 2013
- Oxybasis rubra var. rubra

## Nombres comunes
- Castellano: Armuelles silvestres, cenizo rojo, pie de ansarón, quenopodio.[6]

## Galería

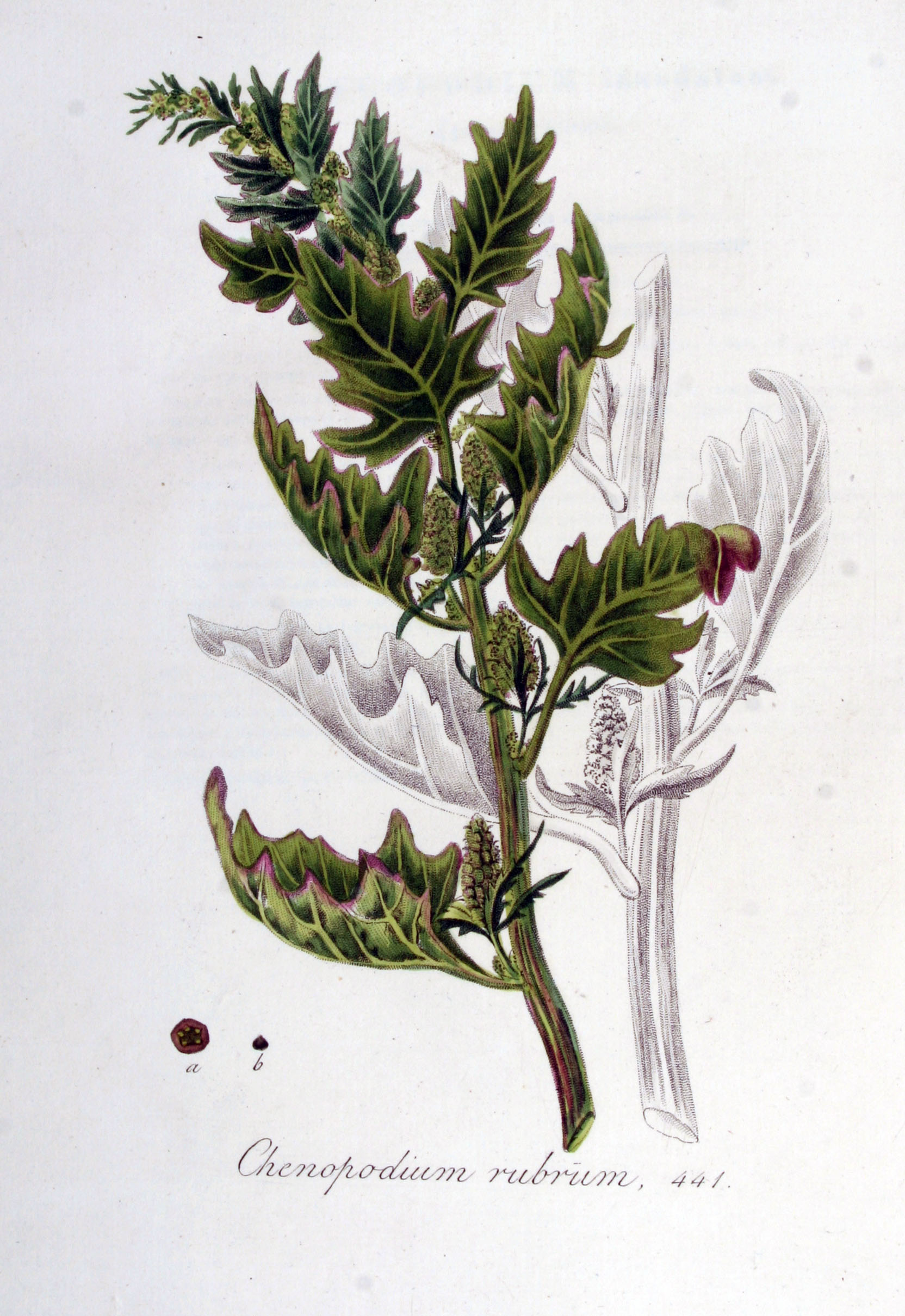
Ilustración de la especie (bajo su basónimo Chenopodium rubrum) en Flora Batava of Afbeelding en Beschrijving van Nederlandsche Gewassen, Jan Kops y Herman Christiaan van Hall, Vol. 6, 1832.
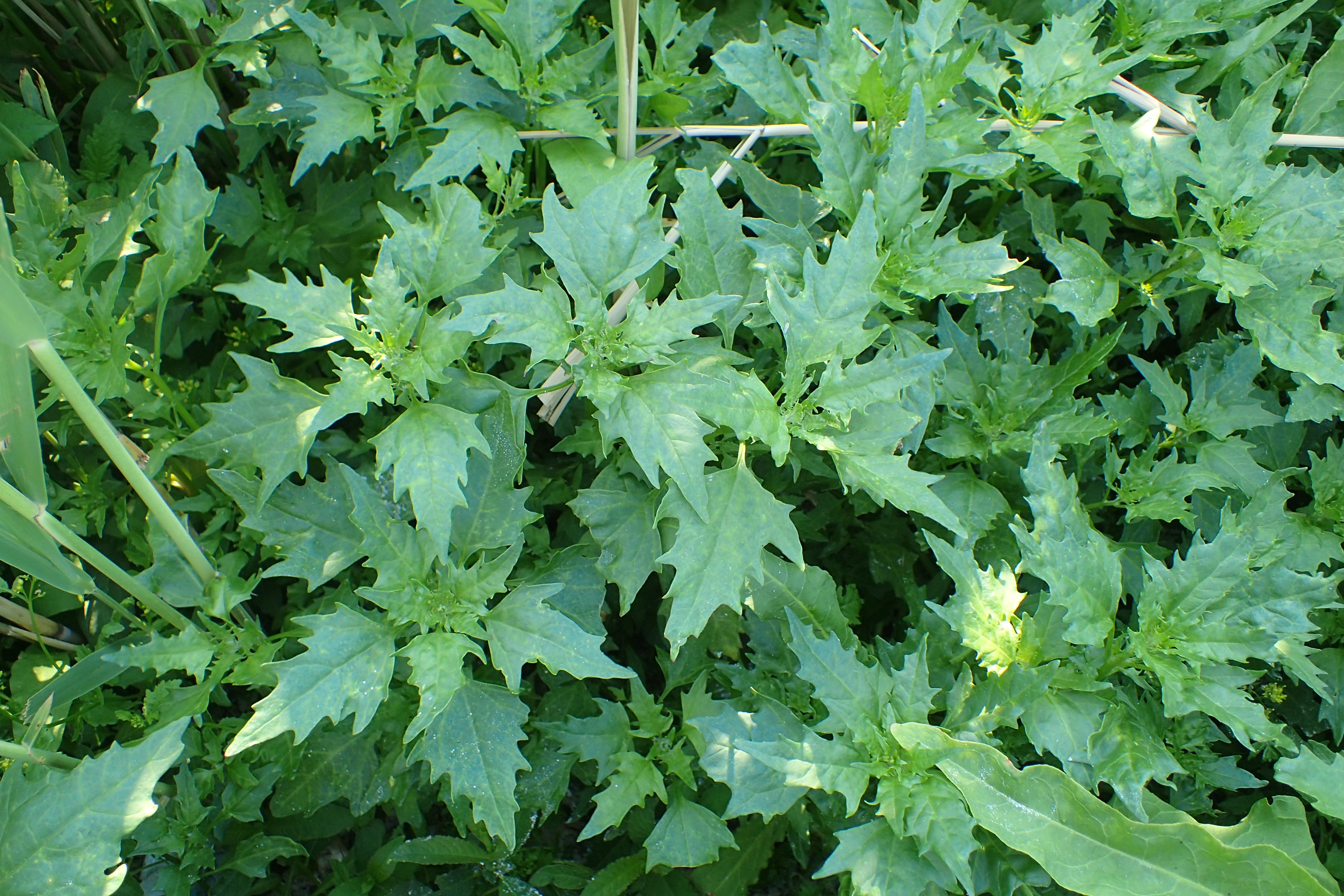
Detalle de las hojas
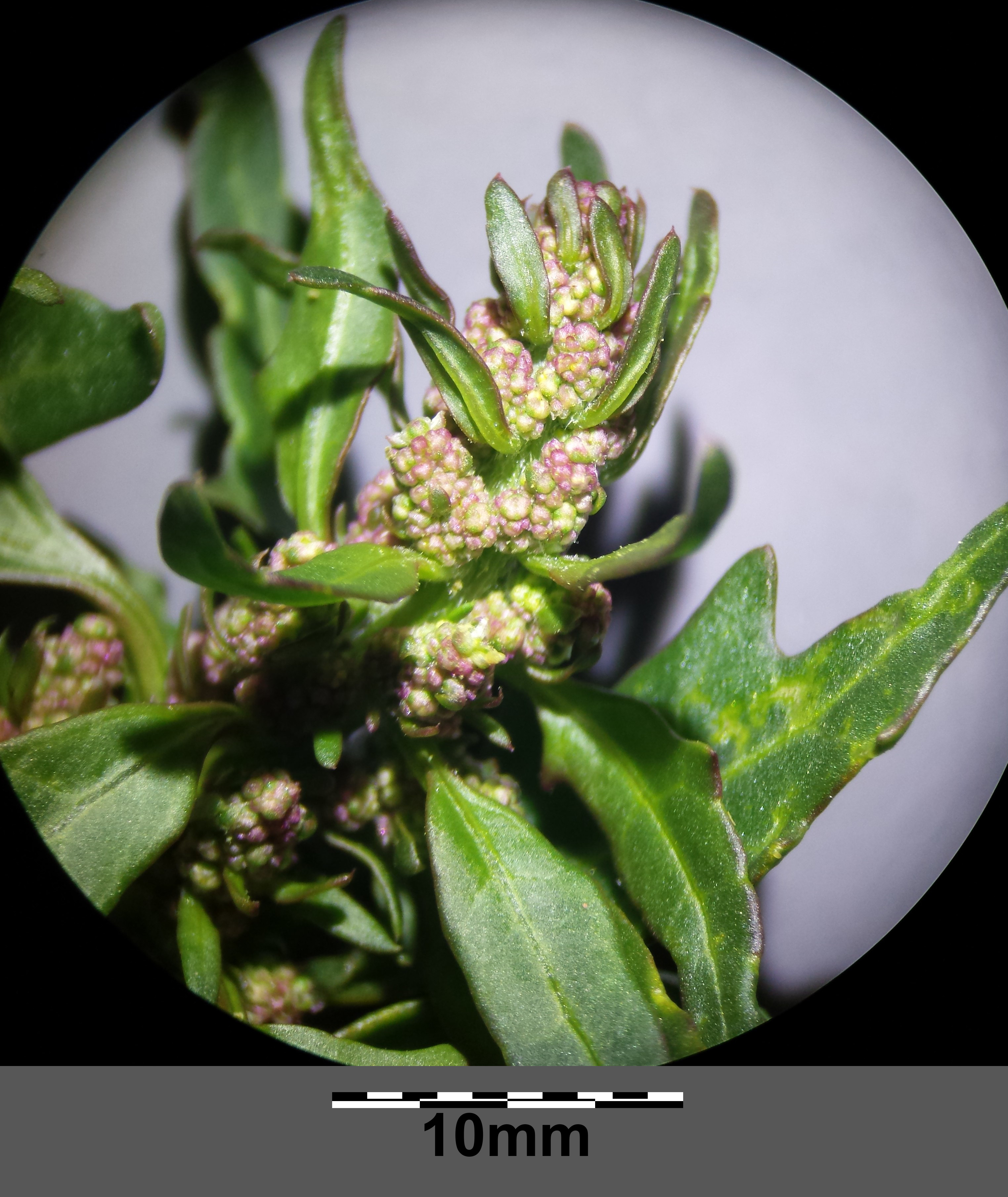
Inflorescencia
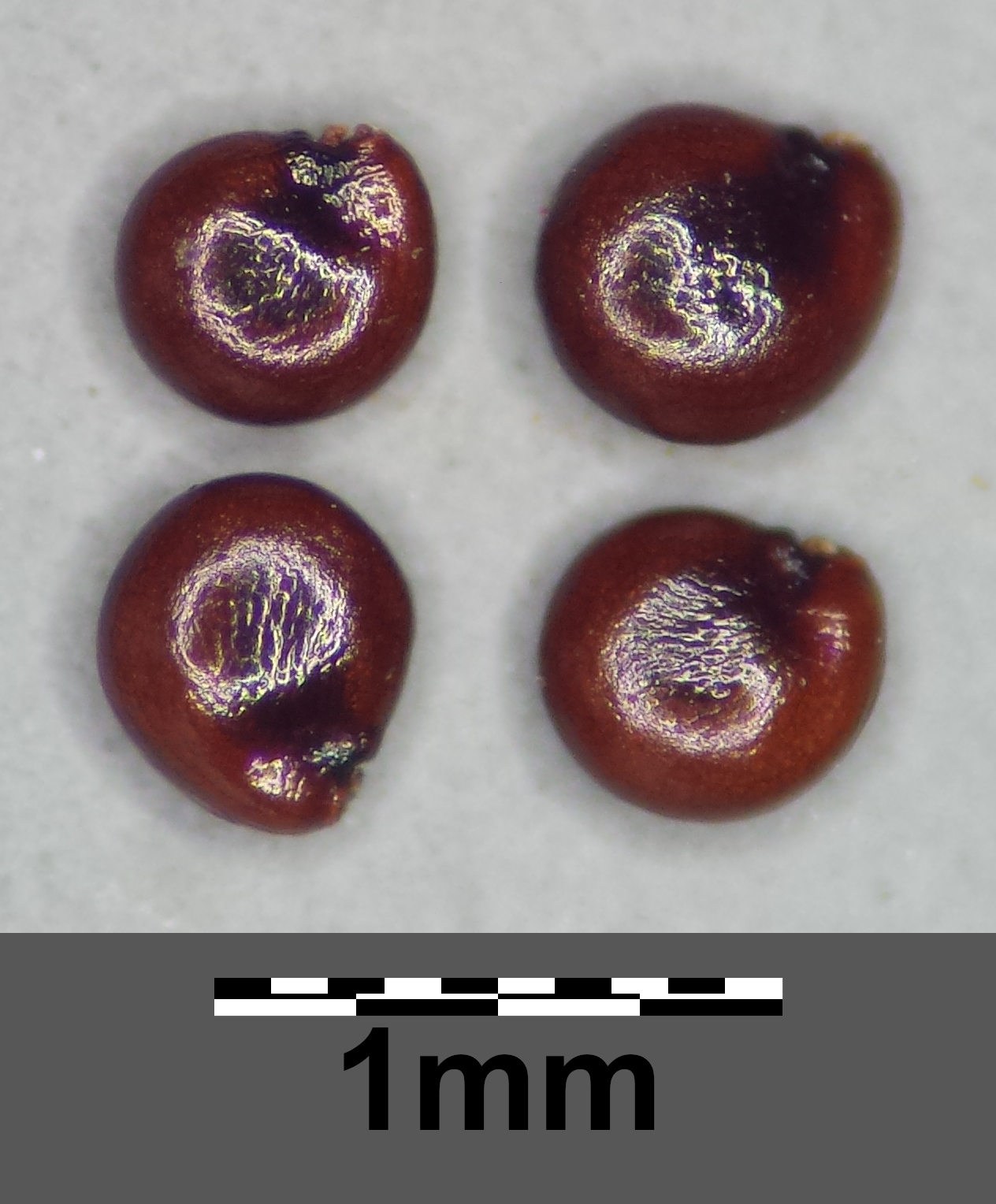
Semillas